# Ar (jednostka miary)
Ar (z fr. are od łac. area „plac; klepisko; boisko”) – jednostka powierzchni używana między innymi w rolnictwie, geodezji i leśnictwie. 1 ar jest to powierzchnia równa 100 m². Oznaczana symbolem a.
1 a = 1 dam² = 100 m² = 0,01 hm² = 0,01 ha